# Herur Kanchagalapura, Kunigal
Herur Kanchagalapura là một làng thuộc tehsil Kunigal, huyện Tumkur, bang Karnataka, Ấn Độ.